# MBC 3
MBC 3 è una rete televisiva emiratina in lingua araba della Middle East Broadcasting Center (MBC) nata l'8 dicembre 2004.
Le sue trasmissioni sono principalmente rivolte al pubblico bambini. Le frequenze di MBC 3 sono ricevibili negli Emirati Arabi Uniti, in Arabia Saudita ed in gran parte del mondo arabo.
MBC 3 trasmette numerosi cartoni animati stranieri doppiati in arabo come Yu-Gi-Oh!, Pokémon, Transformers, Astro Boy, Cyborg 009, Due fantagenitori, Totally Spies, Teen Titans, Ben 10, SpongeBob, Ed, Edd & Eddy ed altri.
MBC 3 trasmette anche prodotti non doppiati o semplicemente sottotitolati, oltre che programmi originali prodotti dalla stessa rete, come Eish Safari ,The Voice Kids e   Qololi Kaif.